# Икономос, Питер
Пи́тер Константи́н Иконо́мос (англ. Peter Constantine Economus; род. 1943, Янгстаун, Огайо, США) — американский юрист, федеральный судья США. Ученик Джона Маноса. Лауреат Почётной медали острова Эллис (1999).

## Биография
Родился в 1943 году в Янгстауне (Огайо, США) в греческой семье. Его отец, Константин Икономос, родился в Греции в семье пастуха. В 1916 году, в 16-летнем возрасте он иммигрировал в США. Поначалу работал мойщиком посуды в ресторане, а в свободное время занимался самообразованием. В местном отделении Юношеской христианской ассоциации (YMCA) получил диплом об общеобразовательной подготовке (GED), после чего поступил в вуз и решил заняться юриспруденцией. Впоследствии стал известным в Янгстауне адвокатом и гражданским лидером. Активно выступал за образование, при этом сам продолжал учиться на протяжении всей своей жизни, даже после получения учёной степени магистра права. Занимался юридической практикой до самой смерти в возрасте 93 лет. Один из сыновей Константина последовал его примеру, став юристом. Оба они настаивали на том, чтобы Питер также изучал право, однако последний, не имея, по его словам, хороших способностей к юриспруденции, увлекался наукой и мечтал о карьере стоматолога.
В 1967 году окончил Янгстаунский государственный университет со степенью бакалавра наук в области биологии, после чего получил работу в компании «Westinghouse» в рамках её учебной программы по подготовке менеджеров. Неудовлетворённый этим занятием, согласился с предлагаемыми семьёй планами и поступил в Школу права Акронского университета. В период летних каникул работал на местном металлургическом комбинате.
В 1970 году, окончив университет, получил степень доктора права.
В 1971—1972 годах — штатный юрист Ассоциации правовой помощи округа Махонинг.
В 1972—1982 годах занимался частной юридической практикой в Янгстауне, работая в семейной фирме «Economus, Economus, Economus».
В 1982—1995 годах — судья суда по гражданским делам округа Махонинг.
С 1995 года — судья (1995—2009) и старший судья (с 2009 года) Федерального окружного суда Северного округа Огайо. За назначение Икономоса федеральным судьёй активно выступал его наставник Джон Манос (также грек по происхождению), ставший одним из его ближайших друзей.

## Личная жизнь
Женат, имеет детей.